# وارزون 2100
وارزون 2100 (بالإنجليزية: Warzone 2100)‏ ، هي لعبة فيديو إلكترونية من نوع استرايجية الوقت الحقيقي، صدرت في السوق سنة 1999م، وتعمل لعدة أنظمة التشغيل ومن بينها نظام مايكروسوفت ويندوز وبلاي ستيشن.